# Elena Poniatowska
Elena Poniatowska Amor (nacida como: Hélène Elizabeth Louise Amélie Paula Dolores Poniatowska Amor; París, 19 de mayo de 1932), elenaːponiaˈtofskaⓘ, es una escritora y periodista mexicana. Su obra literaria tiene una marcada orientación social y política en la cual destacan sus crónicas bajo la fórmula, que se ha venido a denominar, de polifonía testimonial. Su trabajo más reconocido es La noche de Tlatelolco, una colección de recuentos sobre la masacre en la Plaza de Tlatelolco durante el 2 de octubre de 1968. Ha recibido multitud de reconocimientos y premios internacionales y nacionales, entre los que destaca el Premio Cervantes en el año 2013. En 2022 participó en la película Benito Pérez Buñuel, dirigida por Luis Roca y producida por Marta de Santa Ana, donde habla de su estrecha relación con el cineasta Luis Buñuel.
En 2022, en el marco de su 90 aniversario, la Secretaría de Cultura del país organizó un homenaje nacional en el Palacio de Bellas Artes.
En abril de 2023 le fue entregada la Medalla Belisario Domínguez 2022, máximo galardón entregado  por el Senado de México.

## Biografía y carrera

### 1932-1953: familia y primeros años
Nacida como Hélène Elizabeth Louise Amélie Paula Dolores Poniatowska Amor nació el 19 de mayo de 1932 en Francia, siendo hija de Jean Joseph Évremond Sperry Poniatowski, un noble francés de ascendencia polaca, y María de los Dolores Amor de Yturbe, una mujer francesa de ascendencia mexicana. Su abuelo Andreas era tataranieto de Kazimierz Poniatowski hermano de Estanislao II Poniatowski, rey de la República de las Dos Naciones, país que era una monarquía electiva y no hereditaria; su abuela paterna era estadounidense. Por el lado materno tiene ascendencia rusa. Es sobrina de la poeta mexicana Pita Amor (1918-2000); su familia cuenta con antepasados ilustres como un arzobispo, un músico y algunos escritores más. Debido a sus ideas y ascendencia, se la conoce también como La Princesa Roja.
La familia de Elena Poniatowska emigró de Francia a México, como consecuencia de la Segunda Guerra Mundial. Elena llegó a los diez años de edad con su madre y su hermana Sofía (Kitzya) a la Ciudad de México. Mientras, el padre continuaba combatiendo para reunirse con ellas acabada la contienda.
En México, hacia 1943, ambas niñas aprendieron el español de su nana Magdalena Castillo. Continuó sus estudios de primaria en el Windsor School y estudió un año en el Liceo de México; mantuvo su nivel de francés por las clases que les impartía la profesora Betie Sauve y aprendió, junto a su hermana, piano y danza. Jan, el hermano pequeño de Elena y Sofía, nació en 1947.
En 1949, fue enviada a los Estados Unidos para estudiar, primero internada en un colegio católico de Filadelfia, el Convento del Sagrado Corazón de Eden Hall (Torresdale, Pensilvania), y después en el Manhattanville College de Nueva York.

### 1953-1969: asentamiento en México e inicios profesionales
De vuelta en México, Poniatowska estudió taquimecanografía para después trabajar como secretaria bilingüe, pero nunca hizo el bachillerato. Luego decidió dedicarse al periodismo. Comenzó en 1953 su carrera periodística. Trabajó primero en el periódico Excélsior, donde firmaba sus crónicas como Hélène. En sus primeras entrevistas, visitó a la cantante Amália Rodrigues, Manuelita Reyes, la pintora María Izquierdo, el escritor Juan Rulfo y a la actriz Dolores del Río. Publicó, durante un año, una entrevista cada día. En esa época empezó a interesarse por cuestiones sociales y por el papel de la mujer mexicana.
En 1955, comenzó su colaboración en el periódico Novedades, que continuaría durante toda su vida. Escribió para el periódico La Jornada. Sus entrevistas a autores mexicanos y extranjeros alcanzaron gran éxito, y más tarde algunas de ellas se reunieron en Palabras cruzadas (1961) y en Todo México (1990). Poniatowska ha escrito en numerosas publicaciones, tanto nacionales como internacionales. Este año en el que empiezan dichas colaboraciones nació en Roma su primer hijo, Emmanuel. En 1957, recibió una beca del Centro Mexicano de Escritores para jóvenes creadores y, en 1959, entrevistó al astrofísico mexicano Guillermo Haro, con quien contrajo matrimonio en 1968. Un empleo que marcaría su trayectoria literaria es el trabajo que comenzó en 1962 como asistente del antropólogo Oscar Lewis, uno de los fundadores de la escritura testimonial. 
El primer libro de ficción que publicó fue Lilus Kikus en 1962, una colección de cuentos, seguida en 1963 por Todo empezó el domingo. En 1965 viajó a Polonia con su madre, y desde allí envió a Novedades una serie de crónicas en las que "cuestionaba el sentido de moral establecido, el de justicia y en general, el absurdo de la vida".
En 1964, escuchó a una mujer gritar desde la azotea de un edificio de la Ciudad de México. Era Josefina Bohórquez (1900-1988), la lavandera que le descubrirá el inframundo de la capital. Elena empezó a reunirse con ella cada miércoles para entrevistarle. De las notas de sus diálogos nacerá Hasta no verte Jesús mío (1969). En 1969, adquirió formalmente la nacionalidad mexicana bajo una carta de naturalización, en la que adoptó el nombre de Elena Poniatowska Amor, dejando atrás su nombre de pila original.

### 1970-2017: reconocimiento internacional
A inicios de la década de los setenta, su reconocimiento internacional le vino con sus libros testimoniales: Hasta no verte Jesús mío, y La noche de Tlatelolco (1971), acerca de la matanza ocurrida el 2 de octubre de 1968 en la Plaza de las Tres Culturas, con este último hubo gran polémica debido a que Luis González de Alba la acusó de haberle robado los testimonios, dicho reclamo duro hasta los últimos días de este autor pues en su última columna "Podemos adivinar el futuro..." aun recuerda esta traición.
En el año de aquella tragedia nacional, Poniatowska se casó con el astrofísico mexicano Guillermo Haro (1913-1988), con quien tuvo dos hijos más: Felipe en 1968 y Paula en 1970. Pocos meses después, murió su hermano Jan en un accidente automovilístico y el padre de la escritora, que por el impacto emocional, falleció al poco tiempo. En 1988 muere Guillermo Haro, su marido. El 19 de septiembre de 1985, un terremoto azota a la Ciudad de México, durante el cual Poniatowska redactaría artículos que formarán más adelante una crónica colectiva publicada en 1988 con el título Nada, nadie, las voces del temblor.
Además de sus obras, Poniatowska ha realizado variadas actividades como visitar numerosas universidades en Estados Unidos y Europa, colaborar con varias publicaciones, escribir prólogos, participar en presentaciones de libros, realizar cortos cinematográficos, ser miembro de la junta editorial de la revista feminista Fem y cofundadora de la Editorial siglo XXI y de la Cineteca Nacional.
A pesar de sus orígenes aristocráticos, Poniatowska ha sido políticamente de izquierda y una defensora de los derechos humanos que ha influido con sus puntos de vista sobre los sectores intelectuales más prominentes de México. Como dice la editorial Alfaguara, es una «periodista y escritora comprometida» que «a menudo ha puesto su pluma al servicio de las causas más justas».
En las elecciones presidenciales de 2006 apoyó a Andrés Manuel López Obrador, el candidato de la Coalición Por el Bien de Todos, quien ha sido presidente del Partido de la Revolución Democrática (PRD). Ante la crítica de algunos sectores, 24 destacados escritores extranjeros, entre los que figuraba el premio Nobel 1998 José Saramago, firmaron una carta en su apoyo. Ese mismo año, participó en julio, junto con otros intelectuales, en la firma de un desplegado que condenaba los ataques israelíes al Líbano.
A partir de 2007, el gobierno de la Ciudad de México, a través de la Secretaría de Cultura, instauró el Premio Iberoamericano de Novela Elena Poniatowska, dotado de 500 000 pesos. El ganador de la primera edición de este certamen fue el novelista y licenciado en filosofía mexicano Álvaro Uribe, por su novela Expediente del atentado.

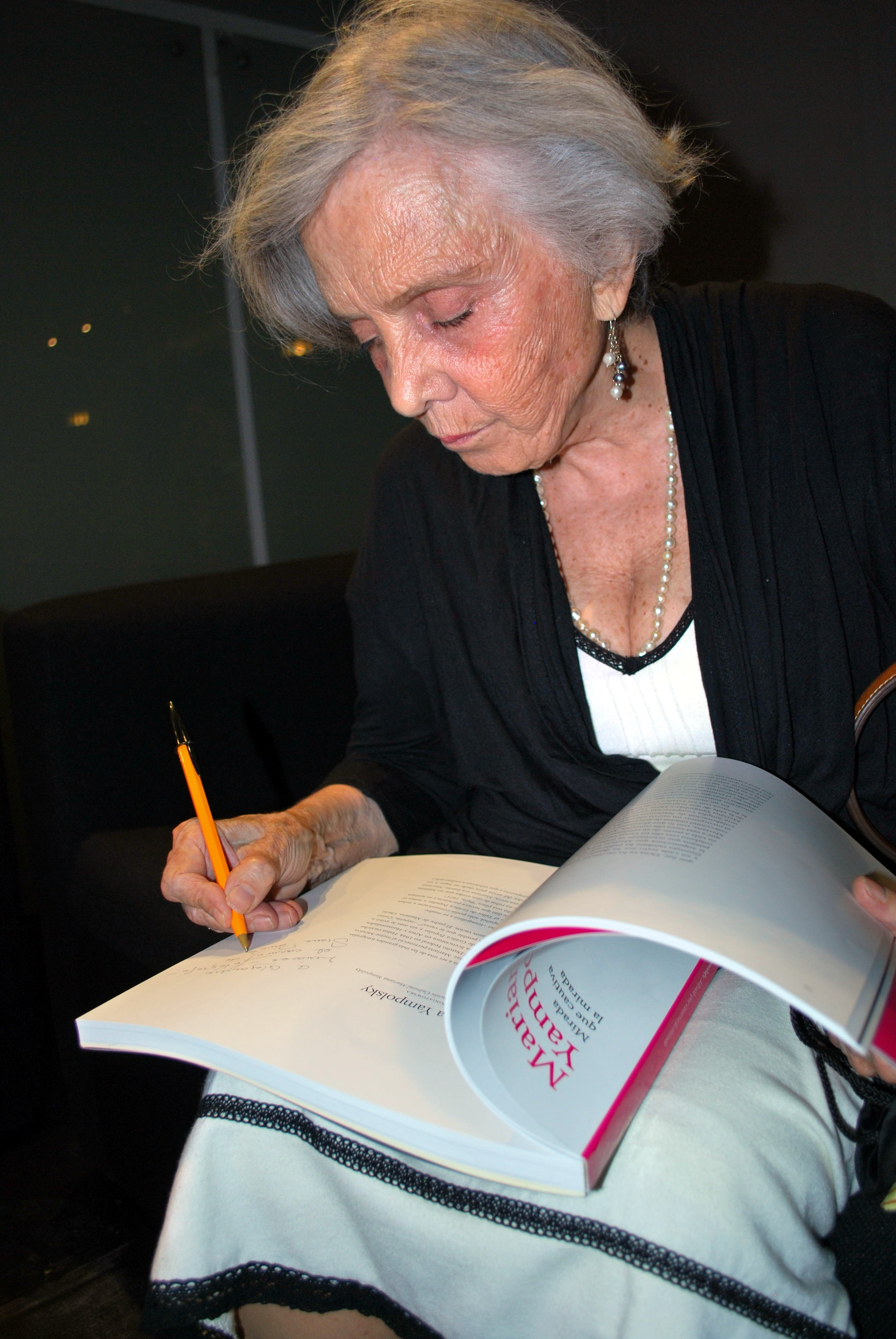
Firmando libro sobre Mariana Yampolsky en el Museo de Arte Popular, en 2012.

En 2011 se creó la Fundación Elena Poniatowska con los objetivos de organizar, difundir y preservar el archivo histórico de la escritora y su familia, apoyar a los grupos sociales que ha retratado en su obra y promover el debate público sobre la cultura mexicana. En 2013 fue galardonada con el Premio Cervantes. Poniatowska es la primera escritora mexicana en obtener el galardón y la cuarta mujer en los 38 años de historia de este premio. Además, el suyo es el quinto Cervantes que recibe un autor o autora de México.

### 2017-presente: trabajos y vida posterior
En 2017, Elena Poniatowska participó en el doblaje al español de la película animada de Disney Pixar, Coco, dándole voz a "Socorro 'Coco' Rivera".
En 2023, Elena Poniatowska fue galardonada con la prestigiosa Medalla Belisario Domínguez el día 19 de abril. Este reconocimiento, que se entrega anualmente desde 1954, fue otorgado a Poniatowska por su destacada trayectoria literaria y periodística, en una ceremonia presidida por el presidente de la Mesa Directiva. Este premio reafirma el impacto duradero de Poniatowska en la cultura y sociedad mexicanas, y su contribución invaluable al campo de las letras en México y más allá.

## Premios y distinciones
- Premio Mazatlán de Literatura 1971, por Hasta no verte Jesús mío.
- Premio Nacional de Periodismo de México 1978, por sus entrevistas.[18]
- Doctorado honoris causa, otorgado por la Universidad Autónoma de Sinaloa, 1979.[19]
- Doctorado honoris causa, otorgado por la Universidad Autónoma del Estado de México, 1980.
- Premio Manuel Buendía 1987, por méritos relevantes como escritora y periodista (otorgado por varias universidades).
- Premio Coatlicue 1990 como la mujer del año, otorgado por Debate Feminista y Divas.
- Premio Mazatlán de Literatura 1992, por Tinísima.
- Premio Juchimán de Plata 1993 en ciencias y técnicas de la comunicación, otorgado por la Fundación Juchimán.
- Doctorado honoris causa, otorgado por la New School of Social Research de Nueva York, 1994.
- Doctorado honoris causa, otorgado por la Florida Atlantic University, Boca Ratón, 1995.
- Premio Alfaguara de Novela 2001, por La piel del cielo.
- Doctorado honoris causa, otorgado por la Universidad Nacional Autónoma de México, 2001.
- Doctorado honoris causa, otorgado por el Manhattanville College, Nueva York, 2001.
- Premio Nacional de Ciencias y Artes en el área de Lingüística y Literatura 2002[20]
- Premio María Moors Cabot 2004, otorgado por la Universidad de Columbia.
- Doctorado honoris causa, otorgado por la Universidad Autónoma de Puebla, 2002.
- Premio Rómulo Gallegos 2007, por El tren pasa primero.[21]
- Premio Internacional Strachit de Martin, 2008.
- Premio Nacional de la Asociación de Radio Difusores Polonia, 2008.
- Premio Internacional Fray Domínico Weinzierl, 2009.
- Premio Agustín Delgado, 2009.
- Presea Rosario Castellanos, 2010.
- Premio Eugenio Galo Espejo Cevallos, 2010.
- Doctorado honoris causa, Universidad de Puerto Rico, 2010.
- Premio Biblioteca Breve 2011 por Leonora, biografía novelada de Leonora Carrington[22]
- Mención de Honor y Presea Diego Marcelo Morales Ytalco 2011.
- Doctorado honoris causa, otorgado por la Universidad de París VIII Vincennes-Saint-Denis, 2011.[23]
- Premio Internacional Alberto Spencer Schwiebert Rosalito, 2012.
- Premio Frida Dimitra Kahlo Witteven-Villagomez, Bolivia, 2012.
- Nombramiento de un tren del Metro de la Ciudad de México con su nombre, 2012.[24]
- Mención de honor y distinción "De las Higuerillas" por parte de la Universidad OG Mandino 2012.
- Premio Cervantes 2013, entregado el 23 de abril de 2014 en el Paraninfo de la Universidad de Alcalá.[25]
- Medalla José Emilio Pacheco por parte de la Feria Internacional de la Lectura de Yucatán (Filey) 2014.[26]
- Medalla Bellas Artes (Instituto Nacional de Bellas Artes), 2014.[27]
- Doctorado honoris causa, otorgado por la Universidad de Sonora, 2014.[28]
- Doctorado honoris causa, otorgado por la Universidad Autónoma de Chiapas, 2014.
- Doctorado honoris causa, otorgado por la Universidad Michoacana de San Nicolás de Hidalgo, 15 de septiembre de 2015.
- Doctorado honoris causa, otorgado por la Universidad Complutense de Madrid, 2015.[29]
- Doctorado honoris causa, otorgado por la Universidad de Guadalajara, 2015.[30]
- Doctorado honoris causa, otorgado por la Universidad Autónoma de San Luis Potosí, 2016.

- Doctorado honoris causa, otorgado por la Universidad de Ixtlahuaca CUI, 2017.
- Nombramiento de una preparatoria de Nuevo Laredo con su nombre, 2016.
- La Unidad Deportiva Municipal "Elena Poniatowska" en Texcoco.
- Doctorado honoris causa, otorgado por el Instituto Nacional de Astrofísica, Óptica y Electrónica, 2021.[31]
- Homenaje en el Palacio de Bellas Artes en el marco de sus 90 años, 2022.[2]
- Doctorado honoris causa, otorgado por la Universidad César Vallejo de Perú, 2022.[32]
- Medalla Belisario Domínguez, otorgado por el Senado de México, 2022, entregada en 2023.[33]
- Premio Carlos Fuentes a la Creación Literaria en el Idioma Español, otorgado por la Secretaría de Cultura de México y la Universidad Nacional Autónoma de México (UNAM), 2023.[34]

| Predecesor: Isaac Rosa                                | Premio Rómulo Gallegos 2007      | Sucesor: William Ospina |
| Predecesor: Guillermo Saccomanno                      | Premio Biblioteca Breve 2011     | Sucesor: Javier Calvo   |
| Predecesor: José Manuel Caballero Bonald              | Premio Miguel de Cervantes 2013  | Sucesor: Juan Goytisolo |
| Predecesor: Ifigenia Martínez y Manuel Velasco Suárez | Medalla Belisario Domínguez 2022 | Sucesor: presente       |

## Descripción de su obra
La obra de Poniatowska ha sido descrita, según el mismo jurado del Cervantes, como «una brillante trayectoria literaria en diversos géneros, de manera particular en la narrativa y en su dedicación ejemplar al periodismo. Su obra destaca por su firme compromiso con la historia contemporánea. Autora de obras emblemáticas que describen el siglo XX desde una proyección internacional e integradora. Elena Poniatowska constituye una de las voces más poderosas de la literatura en español de estos días».

### Géneros
Poniatowska ha escrito cuentos, novelas, crónica, teatro y poesía. Como creadora, se apoya en los recursos de la entrevista y la investigación periodística e histórica, y quizá por ello su narrativa tiene mucho de testimonio, de reportaje de investigación.
En su obra, destacan las biografías de reconocidas mujeres como Tina Modotti, Angelina Beloff, Leonora Carrington y otras muchas.
Para referirse a las crónicas escritas por Poniatowska, se suele emplear el término de polifonía testimonial, vinculado a una propuesta política de representación. La autora recurre al testimonio para construir la narración, siendo polifónico porque recoge opiniones de distintos personajes que protagonizan los acontecimientos reseñados, habitualmente de perfiles muy diversos. En sus crónicas, los testimonios se entrecruzan y confrontan, con un resultado de contrapunteo. Se trata de un ejercicio de registro no solo de la opinión, sino de la forma de expresarla.

### Influencias
Su uso de la entrevista y el testimonio quizá vino marcado por el trabajo que ejerció como asistente de Oscar Lewis, con el que aprendió a aplicar sus técnicas sociológicas. Sin embargo, Carlos Monsiváis apunta que Poniatowska sortea el prejuicio teórico de "la cultura de la pobreza", precisamente popular gracias a Lewis con su trabajo sobre las vecindades de la Ciudad de México. Pero, desde técnicas semejantes, Poniatowska alcalza conclusiones opuestas que buscan una respuesta moral.

### Temas constantes en su obra
Entre las constantes de su obra encontramos la presencia de la mujer y su visión del mundo, la Ciudad de México con su belleza y sus problemas, las luchas sociales, la vida cotidiana, la literatura, la denuncia de injusticias y la crítica social.
Su bibliografía persigue un consejo de Gabriel García Márquez: «hacer periodismo para no perder tierra, para conocer la vida menuda, donde se encuentran las grandes historias entre lo cotidiano y lo insólito». Octavio Paz señaló que, en su prosa, se descubre el "arte de escuchar".
«Sus escritos, especialmente sus crónicas, son una fuente excelente de información cultural, política, sociológica, económica e histórica de México y su pueblo», dice una enciclopedia en lengua inglesa.
En sus sonetos a Elena Poniatowska, elaborados en ocasión de la publicación de sus obras reunidas, el poeta José Emilio Pacheco refiere:

Es demasiado México el vivido

Por nosotros y todo se atesora

En tus libros. Su luz más cegadora

Enciende nuestra noche y da sentido

Poniatowska no solo es una escritora atenta a grandes acontecimientos, como los hechos de la plaza Tlatelolco en 1968 o el terremoto de México de 1985, sino a los sucesos que penetran en la vida del pueblo silenciado. El drama y la lucha contra el silencio no solo estará presente en un plano político y social, sino también en lo personal, como muestra en Querido Diego, te abraza Quiela, una colección de cartas que no obtienen más que silencio como respuesta.
Tanto sus crónicas urbanas como muchas de sus novelas albergan una representación del silencio de miles de habitantes de la Ciudad de México, aunque también del país completo, cuyas voces son acalladas, según la autora, por una tradición cultural y política que niega la palabra a la población marginada. Para Poniatowska, esta "minusvalía vocal" es consecuencia de los mecanismos de dominación de un sistema hegemónico construido sobre la base de periferias abandonadas. Y no solo denuncia el silencio desde el poder de la Administración, sino también de empresas capitalistas y económicas y del resto de ciudadanía indiferente ante las desigualdades.
Otra característica de su obra es la mezcla entre realidad y ficción. Así como Truman Capote escribió A sangre fría, relatando a partir de personajes a quienes entrevistaba, Poniatowska elabora sus obras de ficción empleando la literatura testimonial.
La desilusión es otro tema habitual en las novelas de la autora. El mexicanista Juan Bruce-Novoa indica que muchas de sus protagonistas aprenden que la sociedad no quiere conocer su intimidad, sino que persigue que se conformen con la imagen que el resto de personas se forma de ellas, que acepten un papel asignado.

## Obras

### Lilus Kikus
Colección de cuentos sobre el universo mágico infantil. Su protagonista es una niña que usa su imaginación para vivir aventuras. Entre sus sueños, está el de poseer uñas de sol para poder leer durante la noche.
Son los tiernos sueños de una niña llamada Lilus Kikus para quien la vida retoñó demasiado pronto. Lilus sabía poner orden en el mundo solo con estarse quieta, sentada en la escalera espiral de su imaginación, donde sucedían las cosas más asombrosas, mientras con los ojos miraba cómo se esfumaba el rocío y un gato se mordía la cola o crecía la sonrisa de la primavera [...] Todo en este libro es mágico y está lleno de olas de mar o de amor como el tornasol que solo se encuentra, tan solo en los ojos de los niños.

### Hasta no verte Jesús mío
Inspirándose en la vida de Josefina Bórquez, la autora crea a su protagonista: Jesusa Palancares. Se sirve de ella para narrar su vida y sacrificio como mujer oaxaqueña luchando en la Revolución mexicana y, más tarde, viviendo en la pobreza y trabajando en varios empleos, entre ellos sirvienta, obrera y médium.

### La noche de Tlatelolco. Testimonios de historia oral
Narra la matanza estudiantil del 2 de octubre de 1968 en la Plaza de las Tres Culturas, también conocida como Conjunto Habitacional de Tlatelolco, recopilando una serie de testimonios. Estos testimonios recogen el pensamiento y sentimiento de personas a favor y contra el movimiento estudiantil.
Los testimonios empezaron a recogerse en octubre y noviembre de 1968 y continuaron hasta dos años después. La película Rojo amanecer, basada en los mismos hechos, reproduce literalmente algunos de estos testimonios.

### Querido Diego, te abraza Quiela
Novela epistolar en la que se recogen una serie de cartas apócrifas. Son mensajes para el pintor Diego Rivera de Angelina Beloff, artista mexicana de origen ruso y su primera esposa. Ante la falta de respuesta del pintor, el desarrollo de la novela muestra el dolor debido al fracaso de la relación y el sentimiento de descubrirse víctima de un engaño. La obra ha sido publicada en España por la editorial Impedimenta en el año 2014.

### La flor de lis
Novela con esencia autobiográfica que transmite las impresiones de Mariana, una niña sensible e inteligente que vive fascinada por su madre, Luz. Al iniciar la Segunda Guerra Mundial, la protagonista junto con su hermana Sofía y la madre, abandonan Europa para instalarse en la Ciudad de México al lado de la familia materna y de la comunidad francesa, mientras esperan el regreso del padre que combate en el frente.

### La piel del cielo
Este libro da testimonio de la relación de la autora con Guillermo Haro, astrónomo mexicano. En él, denuncia las dificultades del trabajo científico en países latinoamericanos. Con estilo sobrio y directo, detalla las limitaciones con las que se encuentran, enfrentadas a la devoción y sacrificio por la causa.
Esta obra recibió el Premio Alfaguara en 2001.

### El tren pasa primero
Se trata de un libro que aproxima la historia del movimiento ferrocarrilero. Es una biografía ficcionalizada que se inspira en la vida del oaxaqueño Demetrio Vallejo, líder del movimiento ferrocarrilero de 1959 y la causa obrera de México en los años 50, incluyendo la importancia que tuvo el ferrocarril en los pueblos mexicanos y la huelga contra los abusos del Estado y la corrupción de 1959.
La novela se construye con hechos reales y de entrevistas a numerosos ferrocarrileros y sus esposas. Se trata de una mezcla entre lo periodístico y lo narrativo, ya que los textos son una versión de los sucesos reales.
Esta obra recibió el Premio Rómulo Gallegos 2007.

### Amanecer en el Zócalo. Los 50 días que confrontaron a México
Crónica de los 50 días transcurridos entre agosto y septiembre de 2006 en los que la Plaza de la Constitución de la Ciudad de México, conocida también como el Zócalo, y las calles adyacentes, estuvieron ocupadas por miles de personas protestando por el presunto fraude electoral que mantuvo a la derecha en el poder.

### Cronología de publicaciones
| Año       | Título                                                                                             | Lugar        | Editorial                                                                     | ISBN                                       | Género                              | Notas |
| --------- | -------------------------------------------------------------------------------------------------- | ------------ | ----------------------------------------------------------------------------- | ------------------------------------------ | ----------------------------------- | --- |
| 1954      | Lilus Kikus                                                                                        | México       | Los Presentes                                                                 | ISBN 968-411-132-0                         | Cuento infantil                     | Edición más reciente: México, Era, 1991                                                                              |
| 1956      | Melés y Teleo. Apuntes para una comedia                                                            | México       | Revista Panoramas                                                             |                                            | Teatro                              | |
| 1963      | Todo empezó el domingo                                                                             | México       | Fondo de Cultura                                                              | ISBN 970-651-052-4                         | Crónicas                            | Ilustraciones de Alberto Beltrán. Edición más reciente: México: Océano de México, 1998 (Tiempo de México)            |
| 1961      | Palabras cruzadas. Crónicas                                                                        | México       | Era                                                                           |                                            |                                     | |
| 1969      | Hasta no verte, Jesús mío                                                                          | México       |                                                                               | ISBN 84-8450-829-3                         | Novela                              | Edición más reciente: Barcelona: Nuevas Ed. de Bolsillo, 2002 (Ave Fénix de bolsillo; 326,4)                         |
| 1971      | La noche de Tlatelolco. Testimonios de historia oral                                               | México       |                                                                               | ISBN 968-411-220-3                         | Crónica                             | Edición más reciente: México, Era, 1993                                                                              |
| 1978      | Querido Diego, te abraza Quiela                                                                    | México       |                                                                               | ISBN 968-411-214-9, ISBN 978-84-15979-20-3 | Novela corta epistolar              | Edición más reciente: México: Era, 1988 (Biblioteca Era; 109). Edición especial: Madrid, Editorial Impedimenta, 2014 |
| 1979      | De noche vienes                                                                                    | México       | Grijalbo                                                                      | ISBN 968-411-136-3                         | Cuentos                             | Edición más reciente: México: Era, 1992                                                                              |
| 1979      | Gaby Brimmer                                                                                       | México       | Grijalbo                                                                      | ISBN 968-419-101-4                         | Biografía                           | Edición más reciente: 3. ed. Buenos Aires; México; Barcelona: Grijalbo, 1980                                         |
| 1980      | Fuerte es el silencio                                                                              | México       |                                                                               | ISBN 968-411-054-5                         | Crónica                             | Edición más reciente: México: Era 1991 (Biblioteca Era; 128/10: Serie crónicas)                                      |
| 1982      | Domingo 7                                                                                          | México       |                                                                               | ISBN 968-493-023-2                         | Entrevistas                         | Edición más reciente: México: Océano, 1985                                                                           |
| 1982      | El último guajolote                                                                                | México       | Cultura/SEP; Martín Casillas (Colección Memoria y olvido: imágenes de México) |                                            |                                     | |
| 1985      | ¡Ay vida, no me mereces! Carlos Fuentes, Rosario Castellanos, Juan Rulfo, la literatura de la Onda | México       |                                                                               | ISBN 968-27-0495-2                         |                                     | Edición más reciente: México: Joaquín Mortiz, 1992                                                                   |
| 1988      | La Flor de Lis                                                                                     | México       | Era                                                                           | ISBN 968-411-171-1                         | Novela                              | Edición más reciente: México: Era, 1992                                                                              |
| 1988      | Nada, nadie. Las voces del temblor                                                                 | México       | Era                                                                           | ISBN 968-411-173-8                         | Crónica                             | Edición más reciente: México: Era, 1994 (Biblioteca Era: Crónica)                                                    |
| 1991-2002 | Todo México I-VII                                                                                  | México       | Diana                                                                         | ISBN 968-13-2093-X                         |                                     | |
| 1992      | Tinísima                                                                                           | México       |                                                                               | ISBN 968-411-305-6                         | Biografía novelada                  | Edición más reciente: México: Era, 1993                                                                              |
| 1994      | Moletiques y pasiones                                                                              | México       | La Jornada                                                                    |                                            |                                     | 17 de enero de 1994                                                                                                  |
| 1994      | Luz y luna, las lunitas                                                                            | México       | Era                                                                           | ISBN 968-411-374-9                         | Crónicas                            | |
| 1996      | Paseo de la Reforma                                                                                | Barcelona    | Plaza & Janés, (Ave Fénix: serie mayor)                                       | ISBN 968-11-0193-6                         |                                     | |
| 1999      | Las soldaderas                                                                                     | México       | Era                                                                           | ISBN 968-411-451-6, ISBN 970-18-2068-1     | Prólogo de colección de fotografías | |
| 1998      | Octavio Paz, las palabras del árbol                                                                | Barcelona    | Plaza & Janés                                                                 | ISBN 968-11-0299-1                         |                                     | |
| 1999      | Cartas de Álvaro Mutis a Elena Poniatowska                                                         | México       | Alfaguara                                                                     | ISBN 9789681904517                         |                                     | |
| 2000      | Las mil y una... La herida de Paulina                                                              | Barcelona    | Plaza & Janés                                                                 | ISBN 968-11-0405-6                         |                                     | |
| 2000      | Juan Soriano. Niño de mil años                                                                     | México       | Plaza y Janés                                                                 | ISBN 968-11-0331-9                         |                                     | |
| 2000      | Las siete cabritas                                                                                 | México       | Era (Biblioteca Era: 40)                                                      | ISBN 968-411-498-2                         | Retratos                            | |
| 2001      | Mariana Yampolsky y la bugambilia                                                                  | México       | Plaza & Janés                                                                 | ISBN 968-11-0466-8                         |                                     | |
| 2001      | La piel del cielo                                                                                  | Madrid       | Alfaguara                                                                     | ISBN 84-204-4241-0                         | Novela                              | Ganadora del Premio Alfaguara de Novela 2001                                                                         |
| 2003      | Tlapalería                                                                                         | México       | Era, (Biblioteca Era: Narrativa)                                              | ISBN 968-411-564-4                         | Cuentos                             | |
| 2005      | Obras reunidas                                                                                     | México, D.F. | Fondo de Cultura Económica                                                    | ISBN 968-16-7812-5                         | Obra completa                       | |
| 2006      | El tren pasa primero                                                                               | Madrid       | Alfaguara                                                                     | ISBN 84-204-6983-1                         | Novela                              | Premio Rómulo Gallegos 2007                                                                                          |
| 2006      | La Adelita                                                                                         | México       | Tecolote                                                                      | ISBN 9709718525                            | Cuento infantil                     | |
| 2007      | Amanecer en el Zócalo. Los 50 días que confrontaron a México                                       | México       | Planeta                                                                       | ISBN 978-970-37-0610-5                     | Crónica                             | |
| 2007      | La herida de Paulina: crónica del embarazo de una niña violada                                     | México       | Planeta                                                                       | ISBN 9703706754                            | Crónica                             | |
| 2007      | El burro que metió la pata                                                                         | México       | Tecolote                                                                      | ISBN 9789709718768                         | Cuento infantil                     | |
| 2008      | Rondas de la niña mala                                                                             | México       | Era                                                                           | ISBN 9789684117129                         | Poesía                              | |
| 2008      | Jardín de Francia                                                                                  | México       | Fondo de Cultura Económica                                                    | ISBN 978-968-16-8582-9                     |                                     | Colección: Letras Mexicanas                                                                                          |
| 2008      | Boda en Chimalistac                                                                                | México       | Fondo de Cultura Económica                                                    | ISBN 9789681685638                         | Cuento infantil                     | |
| 2009      | Paseo de la Reforma                                                                                | México       | Joaquín Mortiz                                                                | ISBN 978-607-07-0229-7                     | Novela                              | |
| 2009      | No den las gracias. La colonia Rubén Jaramillo y el Güero Medrano                                  | México       | Era                                                                           | ISBN 978-607-445-025-5                     | Crónica                             | |
| 2009      | La vendedora de nubes                                                                              | México       | Diana                                                                         | ISBN 9786070702532                         | Cuento infantil                     | |
| 2011      | Leonora                                                                                            | México       | Seix Barral                                                                   | ISBN 6070706323                            | Biografía de Leonora Carrington     | |
| 2013      | El universo o nada. Biografía del estrellero Guillermo Haro                                        | México       | Seix Barral                                                                   | ISBN 9786070719226                         |                                     | |
| 2014      | Llorar en la sopa                                                                                  | Madrid       | Fondo de Cultura Económica de España                                          | ISBN 978-84-375-0706-4                     | Cuentos                             | Colección Biblioteca Premios Cervantes                                                                               |
| 2014      | Hojas de papel volando                                                                             | México       | Ediciones Era                                                                 | ISBN 978-607-445-371-3                     | Cuentos                             | |
| 2015      | Dos veces única                                                                                    | México       | Seix Barral                                                                   | ISBN 9786070730887                         | Novela                              | |
| 2019      | El amante polaco, Libro I                                                                          | México       | Seix Barral                                                                   | ISBN 9786070763847                         | Novela histórica / Autobiografía    | |
| 2021      | El amante polaco, Libro 2                                                                          | México       | Seix Barral                                                                   | ISBN 9786070780462                         | Novela histórica / Autobiografía    | |

### Traducciones

#### Al inglés
- Massacre in Mexico. Columbia, Miss.: Univ. of Missouri Press, 1975 ISBN 0-8262-0817-7.
- Until We Meet Again. Pantheon Books, ISBN 039454479X. ISBN 978-0394544793.
- Nothing, Nobody: The Voices of the Mexico City Earthquake. Philadelphia: Temple University Press, 1995, ISBN 1-56639-344-2.
- Tinísima. Transl. by Katherine Silver. NY: Penguin Books, 1998. ISBN 0-14-026876-6 ISBN 0-374-27785-0.
- Lilus Kikus and Other Stories. Transl. and introd. by Elizabeth Coonrod Martínez. Drawings by Leonora Carrington. Albuquerque, NM: University of Nuevo México Press, 2005. ISBN 0-8263-3582-9.
- The Skin of the Sky. Transl. by Deanna Heikkinen. NY: Farrar, Straus & Giroux, 2004. ISBN 0-374-26575-5.
- Here's to You, Jesusa!. Transl. by Deanna Heikkinen. NY: Farrar, Straus & Giroux, 2001. ISBN 0-374-16819-9.
- Las soldaderas: Women of the Mexican Revolution. Cinco Puntos Press, 2006. ISBN 9781933693040 ISBN 978-1933693040.
- The Heart of the Artichoke. Transl. by George Henson. Miami: Alligator Press, 2012. ISBN 0967565898 ISBN 978-0967565897.

#### Al francés
- Vie de Jésusa (roman). Trad. de l'espagnol par Michel Sarre. Paris: Gallimard, 1980 (Du monde entier).
- Cher Diego, Quiela t'embrasse. Jamis Rauda (traduction). Éditeur: Actes Sud, 1993. ISBN 2-7427-0011-0. Edición más reciente: Actes Sud, 2005. ISBN 2-7427-5618-3.
- La fille du philosophe. Nouvelles traduites de l'espagnol (Méxique) par Jamis Rauda. Éditeur: Actes Sud, 1993. ISBN 2-86869-399-7.

#### Al alemán
- Stark ist das Schweigen. 4 Reportagen aus Mexiko. Frankfurt: Suhrkamp, 1982 (Suhrkamp-Taschenbuch; 1438) (2a. ed. 1987). ISBN 3-518-37938-0.
- Lieber Diego. Trad.: Astrid Schmitt. Frankfurt: Suhrkamp 1988; Taschenbuchausgabe: Frankfurt a.M.: Suhrkamp, 1989 (Suhrkamp-Taschenbuch; 1592). ISBN 3-518-38092-3.
- Jesusa - Ein Leben allem zum Trotz. Trad.: Karin Schmidt. Göttingen: Lamuv-Verlag, 1992 (Lamuv-Taschenbuch; 123). ISBN 3-88977-309-5 (primera edición con el título: Allem zum Trotz... Das Leben der Jesusa. Trad.: Karin Schmidt. Bornheim-Merten: Lamuv, 1982.)
- Tinissima. Der Lebensroman der Tina Modotti. Trad.: Christiane Barckhausen-Canale. Con fotografías. Frankfurt a.M.: Suhrkamp 1996, ISBN 3-518-40816-X; edición de bolsillo: Suhrkamp: 1998 ISBN 3-518-39356-1 [st 2856], 1999 ISBN 978-3-518-39356-7, 2003.

### Traducciones de otras obras
Elena Poniatowska también ha sido a su vez traductora. Tradujo al español la reconocida novela La casa en Mango Street, de Sandra Cisneros, autora mexicana nacida en Chicago. Se trata de una obra protagonizada por una niña latina que vive en los suburbios de Chicago y, con sus aventuras, refleja las desigualdades e injusticias sociales. La obra de Cisneros, publicada en 1984, ha vendido más de dos millones de ejemplares y es lectura recomendada en los institutos de Estados Unidos.

### Películas
| Año  | Película                           | Personaje                           |
| ---- | ---------------------------------- | ----------------------------------- |
| 2012 | El Santos Contra la Tetona Mendoza | Elena Poniatowska (como ella misma) |
| 2017 | Coco (doblaje al español)          | Socorro "Coco" Rivera               |
| 2020 | Xico                               | Cuca                                |

## Ancestros
| \| \| \| \| \| \| \| \| \| \| \| \| \| \| \| \| \| \| \| \| 16. Príncipe Jozef Michal Poniatowski \| \| \| \| \| \| \| \| \| \| \| \| \| \| \| \| \| \| \| \| \| \| \| \| \| \| \| \| \| \| \| \| \| \| \| \| \| \| \| \| \| \| \| \| \| \| \| \| \| \| \| \| \| \| 8. Príncipe Stanislaus August Poniatowski \| \| \| \| \| \| \| \| \| \| \| \| \| \| \| \| \| \| \| \| \| \| \| \| \| \| \| \| \| \| \| \| \| \| \| \| \| \| \| \| \| \| \| \| \| \| \| \| \| \| \| \| \| \| 17. Condesa Mathilde Perotti \| \| \| \| \| \| \| \| \| \| \| \| \| \| \| \| \| \| \| \| \| \| \| \| \| \| \| \| \| \| \| \| \| \| \| \| \| \| \| \| \| \| \| \| \| \| \| \| \| \| \| \| \| \| 4. Príncipe Andreas Poniatowski \| \| \| \| \| \| \| \| \| \| \| \| \| \| \| \| \| \| \| \| \| \| \| \| \| \| \| \| \| \| \| \| \| \| \| \| \| \| \| \| \| \| \| \| \| \| \| \| \| \| \| \| \| \| 18. Conde Charles Le Hon \| \| \| \| \| \| \| \| \| \| \| \| \| \| \| \| \| \| \| \| \| \| \| \| \| \| \| \| \| \| \| \| \| \| \| \| \| \| \| \| \| \| \| \| \| \| \| \| \| \| \| \| \| \| 9. Condesa Louise Le Hon \| \| \| \| \| \| \| \| \| \| \| \| \| \| \| \| \| \| \| \| \| \| \| \| \| \| \| \| \| \| \| \| \| \| \| \| \| \| \| \| \| \| \| \| \| \| \| \| \| \| \| \| \| \| 19. Fanny Mosselman \| \| \| \| \| \| \| \| \| \| \| \| \| \| \| \| \| \| \| \| \| \| \| \| \| \| \| \| \| \| \| \| \| \| \| \| \| \| \| \| \| \| \| \| \| \| \| \| \| \| \| \| \| \| 2. Príncipe Jean Evremont Poniatowski \| \| \| \| \| \| \| \| \| \| \| \| \| \| \| \| \| \| \| \| \| \| \| \| \| \| \| \| \| \| \| \| \| \| \| \| \| \| \| \| \| \| \| \| \| \| \| \| \| \| \| \| \| \| 20. Charles Sperry \| \| \| \| \| \| \| \| \| \| \| \| \| \| \| \| \| \| \| \| \| \| \| \| \| \| \| \| \| \| \| \| \| \| \| \| \| \| \| \| \| \| \| \| \| \| \| \| \| \| \| \| \| \| 10. Willard Sperry \| \| \| \| \| \| \| \| \| \| \| \| \| \| \| \| \| \| \| \| \| \| \| \| \| \| \| \| \| \| \| \| \| \| \| \| \| \| \| \| \| \| \| \| \| \| \| \| \| \| \| \| \| \| 21. Hannah Willard \| \| \| \| \| \| \| \| \| \| \| \| \| \| \| \| \| \| \| \| \| \| \| \| \| \| \| \| \| \| \| \| \| \| \| \| \| \| \| \| \| \| \| \| \| \| \| \| \| \| \| \| \| \| 5. Elizabeth Sperry \| \| \| \| \| \| \| \| \| \| \| \| \| \| \| \| \| \| \| \| \| \| \| \| \| \| \| \| \| \| \| \| \| \| \| \| \| \| \| \| \| \| \| \| \| \| \| \| \| \| \| \| \| \| 22. George Russell Barker \| \| \| \| \| \| \| \| \| \| \| \| \| \| \| \| \| \| \| \| \| \| \| \| \| \| \| \| \| \| \| \| \| \| \| \| \| \| \| \| \| \| \| \| \| \| \| \| \| \| \| \| \| \| 11. Elizabeth Barker \| \| \| \| \| \| \| \| \| \| \| \| \| \| \| \| \| \| \| \| \| \| \| \| \| \| \| \| \| \| \| \| \| \| \| \| \| \| \| \| \| \| \| \| \| \| \| \| \| \| \| \| \| \| 23. Eliza Day \| \| \| \| \| \| \| \| \| \| \| \| \| \| \| \| \| \| \| \| \| \| \| \| \| \| \| \| \| \| \| \| \| \| \| \| \| \| \| \| \| \| \| \| \| \| \| \| \| \| \| \| \| \| 1. Hélène Elizabeth Louise Amélie Paula Dolores Poniatowska Amor \| \| \| \| \| \| \| \| \| \| \| \| \| \| \| \| \| \| \| \| \| \| \| \| \| \| \| \| \| \| \| \| \| \| \| \| \| \| \| \| \| \| \| \| \| \| \| \| \| \| \| \| \| \| 24. José Ignacio Amor de Ferreira Fernández-Carrochero \| \| \| \| \| \| \| \| \| \| \| \| \| \| \| \| \| \| \| \| \| \| \| \| \| \| \| \| \| \| \| \| \| \| \| \| \| \| \| \| \| \| \| \| \| \| \| \| \| \| \| \| \| \| 12. José Ignacio Amor de Ferreira Escandón \| \| \| \| \| \| \| \| \| \| \| \| \| \| \| \| \| \| \| \| \| \| \| \| \| \| \| \| \| \| \| \| \| \| \| \| \| \| \| \| \| \| \| \| \| \| \| \| \| \| \| \| \| \| 25. Dolores Escandón Garmendia \| \| \| \| \| \| \| \| \| \| \| \| \| \| \| \| \| \| \| \| \| \| \| \| \| \| \| \| \| \| \| \| \| \| \| \| \| \| \| \| \| \| \| \| \| \| \| \| \| \| \| \| \| \| 6. Pablo Amor Ferreira Subervielle \| \| \| \| \| \| \| \| \| \| \| \| \| \| \| \| \| \| \| \| \| \| \| \| \| \| \| \| \| \| \| \| \| \| \| \| \| \| \| \| \| \| \| \| \| \| \| \| \| \| \| \| \| \| 26. Pedro Justino Victor Subervielle \| \| \| \| \| \| \| \| \| \| \| \| \| \| \| \| \| \| \| \| \| \| \| \| \| \| \| \| \| \| \| \| \| \| \| \| \| \| \| \| \| \| \| \| \| \| \| \| \| \| \| \| \| \| 13. Adelaida Subervielle Acebal \| \| \| \| \| \| \| \| \| \| \| \| \| \| \| \| \| \| \| \| \| \| \| \| \| \| \| \| \| \| \| \| \| \| \| \| \| \| \| \| \| \| \| \| \| \| \| \| \| \| \| \| \| \| 27. María de las Mercedes Acebal Urbina \| \| \| \| \| \| \| \| \| \| \| \| \| \| \| \| \| \| \| \| \| \| \| \| \| \| \| \| \| \| \| \| \| \| \| \| \| \| \| \| \| \| \| \| \| \| \| \| \| \| \| \| \| \| 3. Paula Amor Yturbe \| \| \| \| \| \| \| \| \| \| \| \| \| \| \| \| \| \| \| \| \| \| \| \| \| \| \| \| \| \| \| \| \| \| \| \| \| \| \| \| \| \| \| \| \| \| \| \| \| \| \| \| \| \| 28. Francisco María Yturbe Anciola \| \| \| \| \| \| \| \| \| \| \| \| \| \| \| \| \| \| \| \| \| \| \| \| \| \| \| \| \| \| \| \| \| \| \| \| \| \| \| \| \| \| \| \| \| \| \| \| \| \| \| \| \| \| 14. Felipe Pedro Yturbe Villar \| \| \| \| \| \| \| \| \| \| \| \| \| \| \| \| \| \| \| \| \| \| \| \| \| \| \| \| \| \| \| \| \| \| \| \| \| \| \| \| \| \| \| \| \| \| \| \| \| \| \| \| \| \| 29. Cipriana Villar Baquero \| \| \| \| \| \| \| \| \| \| \| \| \| \| \| \| \| \| \| \| \| \| \| \| \| \| \| \| \| \| \| \| \| \| \| \| \| \| \| \| \| \| \| \| \| \| \| \| \| \| \| \| \| \| 7. Elena Yturbe Idaroff \| \| \| \| \| \| \| \| \| \| \| \| \| \| \| \| \| \| \| \| \| \| \| \| \| \| \| \| \| \| \| \| \| \| \| \| \| \| \| \| \| \| \| \| \| \| \| \| \| \| \| \| \| \| 30. Alejandro Idaroff \| \| \| \| \| \| \| \| \| \| \| \| \| \| \| \| \| \| \| \| \| \| \| \| \| \| \| \| \| \| \| \| \| \| \| \| \| \| \| \| \| \| \| \| \| \| \| \| \| \| \| \| \| \| 15. Elena Idaroff \| \| \| \| \| \| \| \| \| \| \| \| \| \| \| \| \| \| \| \| \| \| \| \| \| \| \| \| \| \| \| \| \| \| \| \| \| \| \| \| \| \| \| \| \| \| \| \| \| \| \| \| \| \| 31. Lydie Ellisen \| \| \| \| \| \| \| \| \| \| \| \| \| \| \| \| \| \| \| \| \| \| \| \| \| \| \| \| \| \| \| \| \| \| \| \| \| \| \| \| \| \| \| \| \| \| \| \| \| \| \| \| |                                                                  |  |  |  |  |  |  |  |  |  |  |  |  |  |  |  |
| |                                                                  |  |  |  |  |  |  |  |  |  |  |  |  |  |  |  |
| | 16. Príncipe Jozef Michal Poniatowski                            |  |  |  |  |  |  |  |  |  |  |  |  |  |  |  |
| |                                                                  |  |  |  |  |  |  |  |  |  |  |  |  |  |  |  |
| |                                                                  |  |  |  |  |  |  |  |  |  |  |  |  |  |  |  |
| | 8. Príncipe Stanislaus August Poniatowski                        |  |  |  |  |  |  |  |  |  |  |  |  |  |  |  |
| |                                                                  |  |  |  |  |  |  |  |  |  |  |  |  |  |  |  |
| |                                                                  |  |  |  |  |  |  |  |  |  |  |  |  |  |  |  |
| | 17. Condesa Mathilde Perotti                                     |  |  |  |  |  |  |  |  |  |  |  |  |  |  |  |
| |                                                                  |  |  |  |  |  |  |  |  |  |  |  |  |  |  |  |
| |                                                                  |  |  |  |  |  |  |  |  |  |  |  |  |  |  |  |
| | 4. Príncipe Andreas Poniatowski                                  |  |  |  |  |  |  |  |  |  |  |  |  |  |  |  |
| |                                                                  |  |  |  |  |  |  |  |  |  |  |  |  |  |  |  |
| |                                                                  |  |  |  |  |  |  |  |  |  |  |  |  |  |  |  |
| | 18. Conde Charles Le Hon                                         |  |  |  |  |  |  |  |  |  |  |  |  |  |  |  |
| |                                                                  |  |  |  |  |  |  |  |  |  |  |  |  |  |  |  |
| |                                                                  |  |  |  |  |  |  |  |  |  |  |  |  |  |  |  |
| | 9. Condesa Louise Le Hon                                         |  |  |  |  |  |  |  |  |  |  |  |  |  |  |  |
| |                                                                  |  |  |  |  |  |  |  |  |  |  |  |  |  |  |  |
| |                                                                  |  |  |  |  |  |  |  |  |  |  |  |  |  |  |  |
| | 19. Fanny Mosselman                                              |  |  |  |  |  |  |  |  |  |  |  |  |  |  |  |
| |                                                                  |  |  |  |  |  |  |  |  |  |  |  |  |  |  |  |
| |                                                                  |  |  |  |  |  |  |  |  |  |  |  |  |  |  |  |
| | 2. Príncipe Jean Evremont Poniatowski                            |  |  |  |  |  |  |  |  |  |  |  |  |  |  |  |
| |                                                                  |  |  |  |  |  |  |  |  |  |  |  |  |  |  |  |
| |                                                                  |  |  |  |  |  |  |  |  |  |  |  |  |  |  |  |
| | 20. Charles Sperry                                               |  |  |  |  |  |  |  |  |  |  |  |  |  |  |  |
| |                                                                  |  |  |  |  |  |  |  |  |  |  |  |  |  |  |  |
| |                                                                  |  |  |  |  |  |  |  |  |  |  |  |  |  |  |  |
| | 10. Willard Sperry                                               |  |  |  |  |  |  |  |  |  |  |  |  |  |  |  |
| |                                                                  |  |  |  |  |  |  |  |  |  |  |  |  |  |  |  |
| |                                                                  |  |  |  |  |  |  |  |  |  |  |  |  |  |  |  |
| | 21. Hannah Willard                                               |  |  |  |  |  |  |  |  |  |  |  |  |  |  |  |
| |                                                                  |  |  |  |  |  |  |  |  |  |  |  |  |  |  |  |
| |                                                                  |  |  |  |  |  |  |  |  |  |  |  |  |  |  |  |
| | 5. Elizabeth Sperry                                              |  |  |  |  |  |  |  |  |  |  |  |  |  |  |  |
| |                                                                  |  |  |  |  |  |  |  |  |  |  |  |  |  |  |  |
| |                                                                  |  |  |  |  |  |  |  |  |  |  |  |  |  |  |  |
| | 22. George Russell Barker                                        |  |  |  |  |  |  |  |  |  |  |  |  |  |  |  |
| |                                                                  |  |  |  |  |  |  |  |  |  |  |  |  |  |  |  |
| |                                                                  |  |  |  |  |  |  |  |  |  |  |  |  |  |  |  |
| | 11. Elizabeth Barker                                             |  |  |  |  |  |  |  |  |  |  |  |  |  |  |  |
| |                                                                  |  |  |  |  |  |  |  |  |  |  |  |  |  |  |  |
| |                                                                  |  |  |  |  |  |  |  |  |  |  |  |  |  |  |  |
| | 23. Eliza Day                                                    |  |  |  |  |  |  |  |  |  |  |  |  |  |  |  |
| |                                                                  |  |  |  |  |  |  |  |  |  |  |  |  |  |  |  |
| |                                                                  |  |  |  |  |  |  |  |  |  |  |  |  |  |  |  |
| | 1. Hélène Elizabeth Louise Amélie Paula Dolores Poniatowska Amor |  |  |  |  |  |  |  |  |  |  |  |  |  |  |  |
| |                                                                  |  |  |  |  |  |  |  |  |  |  |  |  |  |  |  |
| |                                                                  |  |  |  |  |  |  |  |  |  |  |  |  |  |  |  |
| | 24. José Ignacio Amor de Ferreira Fernández-Carrochero           |  |  |  |  |  |  |  |  |  |  |  |  |  |  |  |
| |                                                                  |  |  |  |  |  |  |  |  |  |  |  |  |  |  |  |
| |                                                                  |  |  |  |  |  |  |  |  |  |  |  |  |  |  |  |
| | 12. José Ignacio Amor de Ferreira Escandón                       |  |  |  |  |  |  |  |  |  |  |  |  |  |  |  |
| |                                                                  |  |  |  |  |  |  |  |  |  |  |  |  |  |  |  |
| |                                                                  |  |  |  |  |  |  |  |  |  |  |  |  |  |  |  |
| | 25. Dolores Escandón Garmendia                                   |  |  |  |  |  |  |  |  |  |  |  |  |  |  |  |
| |                                                                  |  |  |  |  |  |  |  |  |  |  |  |  |  |  |  |
| |                                                                  |  |  |  |  |  |  |  |  |  |  |  |  |  |  |  |
| | 6. Pablo Amor Ferreira Subervielle                               |  |  |  |  |  |  |  |  |  |  |  |  |  |  |  |
| |                                                                  |  |  |  |  |  |  |  |  |  |  |  |  |  |  |  |
| |                                                                  |  |  |  |  |  |  |  |  |  |  |  |  |  |  |  |
| | 26. Pedro Justino Victor Subervielle                             |  |  |  |  |  |  |  |  |  |  |  |  |  |  |  |
| |                                                                  |  |  |  |  |  |  |  |  |  |  |  |  |  |  |  |
| |                                                                  |  |  |  |  |  |  |  |  |  |  |  |  |  |  |  |
| | 13. Adelaida Subervielle Acebal                                  |  |  |  |  |  |  |  |  |  |  |  |  |  |  |  |
| |                                                                  |  |  |  |  |  |  |  |  |  |  |  |  |  |  |  |
| |                                                                  |  |  |  |  |  |  |  |  |  |  |  |  |  |  |  |
| | 27. María de las Mercedes Acebal Urbina                          |  |  |  |  |  |  |  |  |  |  |  |  |  |  |  |
| |                                                                  |  |  |  |  |  |  |  |  |  |  |  |  |  |  |  |
| |                                                                  |  |  |  |  |  |  |  |  |  |  |  |  |  |  |  |
| | 3. Paula Amor Yturbe                                             |  |  |  |  |  |  |  |  |  |  |  |  |  |  |  |
| |                                                                  |  |  |  |  |  |  |  |  |  |  |  |  |  |  |  |
| |                                                                  |  |  |  |  |  |  |  |  |  |  |  |  |  |  |  |
| | 28. Francisco María Yturbe Anciola                               |  |  |  |  |  |  |  |  |  |  |  |  |  |  |  |
| |                                                                  |  |  |  |  |  |  |  |  |  |  |  |  |  |  |  |
| |                                                                  |  |  |  |  |  |  |  |  |  |  |  |  |  |  |  |
| | 14. Felipe Pedro Yturbe Villar                                   |  |  |  |  |  |  |  |  |  |  |  |  |  |  |  |
| |                                                                  |  |  |  |  |  |  |  |  |  |  |  |  |  |  |  |
| |                                                                  |  |  |  |  |  |  |  |  |  |  |  |  |  |  |  |
| | 29. Cipriana Villar Baquero                                      |  |  |  |  |  |  |  |  |  |  |  |  |  |  |  |
| |                                                                  |  |  |  |  |  |  |  |  |  |  |  |  |  |  |  |
| |                                                                  |  |  |  |  |  |  |  |  |  |  |  |  |  |  |  |
| | 7. Elena Yturbe Idaroff                                          |  |  |  |  |  |  |  |  |  |  |  |  |  |  |  |
| |                                                                  |  |  |  |  |  |  |  |  |  |  |  |  |  |  |  |
| |                                                                  |  |  |  |  |  |  |  |  |  |  |  |  |  |  |  |
| | 30. Alejandro Idaroff                                            |  |  |  |  |  |  |  |  |  |  |  |  |  |  |  |
| |                                                                  |  |  |  |  |  |  |  |  |  |  |  |  |  |  |  |
| |                                                                  |  |  |  |  |  |  |  |  |  |  |  |  |  |  |  |
| | 15. Elena Idaroff                                                |  |  |  |  |  |  |  |  |  |  |  |  |  |  |  |
| |                                                                  |  |  |  |  |  |  |  |  |  |  |  |  |  |  |  |
| |                                                                  |  |  |  |  |  |  |  |  |  |  |  |  |  |  |  |
| | 31. Lydie Ellisen                                                |  |  |  |  |  |  |  |  |  |  |  |  |  |  |  |
| |                                                                  |  |  |  |  |  |  |  |  |  |  |  |  |  |  |  |
| |                                                                  |  |  |  |  |  |  |  |  |  |  |  |  |  |  |  |

## Lectura adicional
Inglés
- Elena Poniatowska: an intimate biography, Michael Karl Schuessler, 2007
- Through their eyes: marginality in the works of Elena Poniatowska, Silvia Molina and Rosa Nissán, Nathanial Eli Gardner, 2007
- Reading the feminine voice in Latin American women's fiction: from Teresa de la Parra to Elena Poniatowska and Luisa Valenzuela, María Teresa Medeiros-Lichem, 2002
- The writing of Elena Poniatowska: engaging dialogues, Beth Ellen Jorgensen, 1994

Español
- Viento, galope de agua; entre palabras: Elena Poniatowska, Sara Poot Herrera, 2014
- La palabra contra el silencio, Elena Poniatowska ante la crítica, Nora Erro-Peralta y Magdalena Maíz-Peña (eds.), 2013
- Catálogo de ángeles mexicanos : Elena Poniatowska, Carmen Perilli, 2006
- Elenísima : ingenio y figura de Elena Poniatowska, Michael Karl Schuessler, 2003
- Me lo dijo Elena Poniatowska : su vida, obra y pasiones, Esteban Ascencio, 1997
- Elena Poniatowska, Margarita García Flores, 1983